# (5519) Lellouch
Pour les articles homonymes, voir Lelouch.
(5519) Lellouch est un astéroïde de la ceinture principale.

## Description
(5519) Lellouch est un astéroïde de la ceinture principale. Il fut découvert 23 août 1990 au mont Palomar par l’astronome Henry E. Holt. Il présente une orbite caractérisée par un demi-grand axe de 3,1670642528 UA, une excentricité de 0,0361647217 et une inclinaison de 6,719603277° par rapport à l'écliptique.
Il fut nommé en l'honneur de l’astronome français Emmanuel Lellouch, né en 1963.

## Compléments